# 丸山純一
丸山 純一（まるやま じゅんいち）は、日本の財務官僚。駐セルビア特命全権大使。2021年より、ミュージック・セキュリティーズ株式会社非常勤顧問。

## 人物・経歴
三重県出身。三重県立津高等学校、東京大学法学部第1類（私法コース）卒業、1977年 大蔵省入省（大臣官房秘書課）。1979年プリンストン大学留学。1981年7月 大臣官房秘書課財務官室調査主任。1983年7月 葛城税務署長。
1984年7月 理財局総務課長補佐（総合資金・産業資金）。1986年4月 在アメリカ合衆国大使館二等書記官。1987年4月 在アメリカ合衆国大使館一等書記官。1989年6月 国際金融局為替資金課長補佐。1991年6月 銀行局銀行課長補佐。1992年7月 大臣官房企画官兼大臣官房調査企画課。1997年7月 国際金融局為替資金課長。1998年6月22日 国際局為替資金課長。2000年7月 国際局開発機関課長。2001年1月6日 財務省国際局開発機関課長。その後は国際局総務課長や金融庁総務企画局総括審議官（国際担当）等を経て、2009年 横浜税関長。
2010年シティバンク銀行顧問。同年シティバンク銀行取締役副会長。2017年シティグループ証券兼シティバンク、エヌ・エイ東京支店マネージングディレクター。2017年駐セルビア特命全権大使。2021年より、ミュージック・セキュリティーズ株式会社非常勤顧問。